# Женская сборная Германии по гандболу
Женская сборная Германии по гандболу — гандбольная сборная, представляющая Германию на чемпионатах Европы и мира среди женщин. Контролируется Немецким гандбольным союзом. В отличие от мужской сборной, не настолько успешна: в её активе золотые (1993) и две бронзовые медали чемпионатов мира (1997, 2007), а также серебряная медаль чемпионата Европы 1994 года. На Олимпийских играх дважды в 1984 и 1992 годах проигрывали матчи за 3-е место.

## Статистика выступлений

### Чемпионаты мира
- 1957: 4-е место
- 1962: 8-е место
- 1965: 3-е место
- 1971: 5-е место
- 1973: 11-е место
- 1975: Не квалифицировались
- 1978: 8-е место
- 1982: 9-е место
- 1986: 7-е место
- 1990: 4-е место
- 1993: 1-е место
- 1995: 5-е место
- 1997: 3-е место
- 1999: 7-е место
- 2001: Не квалифицировались
- 2003: 12-е место
- 2005: 6-е место
- 2007: 3-е место
- 2009: 7-е место
- 2011: 11-е место
- 2013: 7-е место
- 2015: 13-е место
- 2017: 12-е место
- 2019: 8-е место
- 2021: 7-е место
- 2023: 6-е место

### Чемпионаты Европы
- 1994: 2-е место
- 1996: 4-е место
- 1998: 6-е место
- 2000: 9-е место
- 2002: 11-е место
- 2004: 5-е место
- 2006: 4-е место
- 2008: 4-е место
- 2010: 13-е место
- 2012: 8-е место
- 2014: 10-е место
- 2016: 6-е место
- 2018: 10-е место
- 2020: 7-е место
- 2022: 7-е место
- 2024: 7-е место

### Олимпийские игры
- 1976—1980: Не квалифицировались
- 1984: 4-е место
- 1988: Не квалифицировались
- 1992: 4-е место
- 1996: 6-е место
- 2000—2004: Не квалифицировались
- 2008: 11-е место
- 2012—2020: Не квалифицировались

## Состав
Список игроков, вызванных для участия в матчах Чемпионата мира 2021:

| №  |  | Поз. | Имя                  | Год рождения |
| -- |  | ---- | -------------------- | ------------ |
| 12 |  | Вр   | Дина Эккерле         | 1995         |
| 42 |  | Вр   | Катарина Фильтер     | 1999         |
| 2  |  | Пср  | Марлене Кальф        | 1990         |
| 3  |  | Кр   | Амели Бергер         | 1999         |
| 4  |  | Раз  | Алина Грейселс       | 1996         |
| 7  |  | Лин  | Майке Шмельцер       | 1993         |
| 9  |  | Лин  | Лиза Антль           | 2000         |
| 11 |  | Пср  | Ксения Смитс         | 1994         |
| 13 |  | Раз  | Силье Брёнс Петерсен | 1994         |

| №  |  | Поз. | Имя                | Год рождения |
| -- |  | ---- | ------------------ | ------------ |
| 17 |  | Пср  | Алисия Штолле      | 1996         |
| 18 |  | Раз  | Мия Чокке          | 1994         |
| 20 |  | Пср  | Эмили Бёльк        | 1998         |
| 25 |  | Пср  | Лена Дегенхардт    | 1999         |
| 27 |  | Пср  | Юлия Майдхоф       | 1998         |
| 29 |  | Кр   | Антье Лауэнрот     | 1988         |
| 33 |  | Лин  | Луиза Шульце       | 1990         |
| 95 |  | Кр   | Йоханна Штокшледер | 1995         |